# Luca Stefani
Luca Stefani (Asiago, 22 febbraio 1987) è un pattinatore di velocità su ghiaccio italiano.

## Carriera agonistica
Dopo alcune partecipazioni a gare giovanili, nel 2004 Stefani prende parte nella categoria junior ai Campionati mondiali completi di pattinaggio di velocità, ottenendo come miglior risultato un 9º posto nella gara a squadre. Nell'anno seguente, si laurea campione italiano junior nella "Combinazione piccola", confermandosi negli anni seguenti come uno dei migliori giovani a livello internazionale. Viene quindi chiamato nella nazionale maggiore di pattinaggio, per partecipare alla Coppa del Mondo 2006/2007. Grazie ai buoni risultati ottenuti, specialmente nella seconda metà della stagione, Stefani si qualifica per il gruppo A sulla distanza dei 1500 metri, comprendenti i migliori 20 classificati della specialità. Nel febbraio 2007 conquista il primo podio in Coppa del Mondo, ottenendo a Torino un bronzo nella prova a squadre insieme con Enrico Fabris e Matteo Anesi.
Nella stagione seguente, Stefani non riesce a ripetere la qualificazione al gruppo A delle prove individuali, ma ottiene molti piazzamenti nei primi dieci posti nel gruppo B. Decisamente migliori i risultati nelle prove di inseguimento a squadre: sempre insieme ad Anesi e Fabris, Stefani conquista l'argento ai  Mondiali di velocità su distanza singola 2008, tenutisi a Nagano. A questo si aggiungono altri tre podi in Coppa del Mondo nelle stagioni 2008/09 e 2009/10. Nei Mondiali su distanza singola 2009, tenutisi a Richmond, Stefani è ancora scelto per l'inseguimento a squadre, ma il team italiano termina solo 4º.
Nel 2010, Stefani è selezionato per le Olimpiadi invernali di Vancouver: prende parte all'inseguimento a squadre, in cui la nazionale italiana esce però presto di scena, terminando sesta su otto nazioni partecipanti. Stefani disputa anche la prova sui 5000 metri, giungendo 25º. Sempre nel 2010, l'atleta esordisce nei Mondiali completi di velocità, prendendo parte all'edizione 2010, disputatasi ad Heerenveen: l'azzurro si classifica al 17º posto.
Nell'anno seguente, Stefani partecipa sia ai Mondiali su distanza singola a Inzell sia ai Mondiali completi a Calgary. Nella prima rassegna prende parte all'inseguimento a squadre, in cui l'Italia termina 7ª, e alla gara sui 5000 m, terminando 22º. Ancora 22º è il risultato nella classifica finale di Calgary.
Nel 2013, Stefani è l'unico italiano a qualificarsi per i Mondiali completi di Hamar, conquistando agli Europei completi di Heerenveen l'ultimo posto valido per la partecipazione, il 17º. Tuttavia, l'azzurro non prende parte alla rassegna, sostituito da Marco Cignini.
Oltre ai risultati in ambito internazionale, Stefani ha conseguito vari successi nelle competizioni italiane. In particolare, nelle stagioni 2011, 2012 e 2013 ha vinto l'oro nella "combinazione grande" ai Campionati italiani assoluti allround.

## Palmarès

### Campionati mondiali di pattinaggio di velocità - Distanza singola
- 1 medaglia:
  - 1 argento (inseguimento a squadre a Nagano 2008)